# Anne Vegter

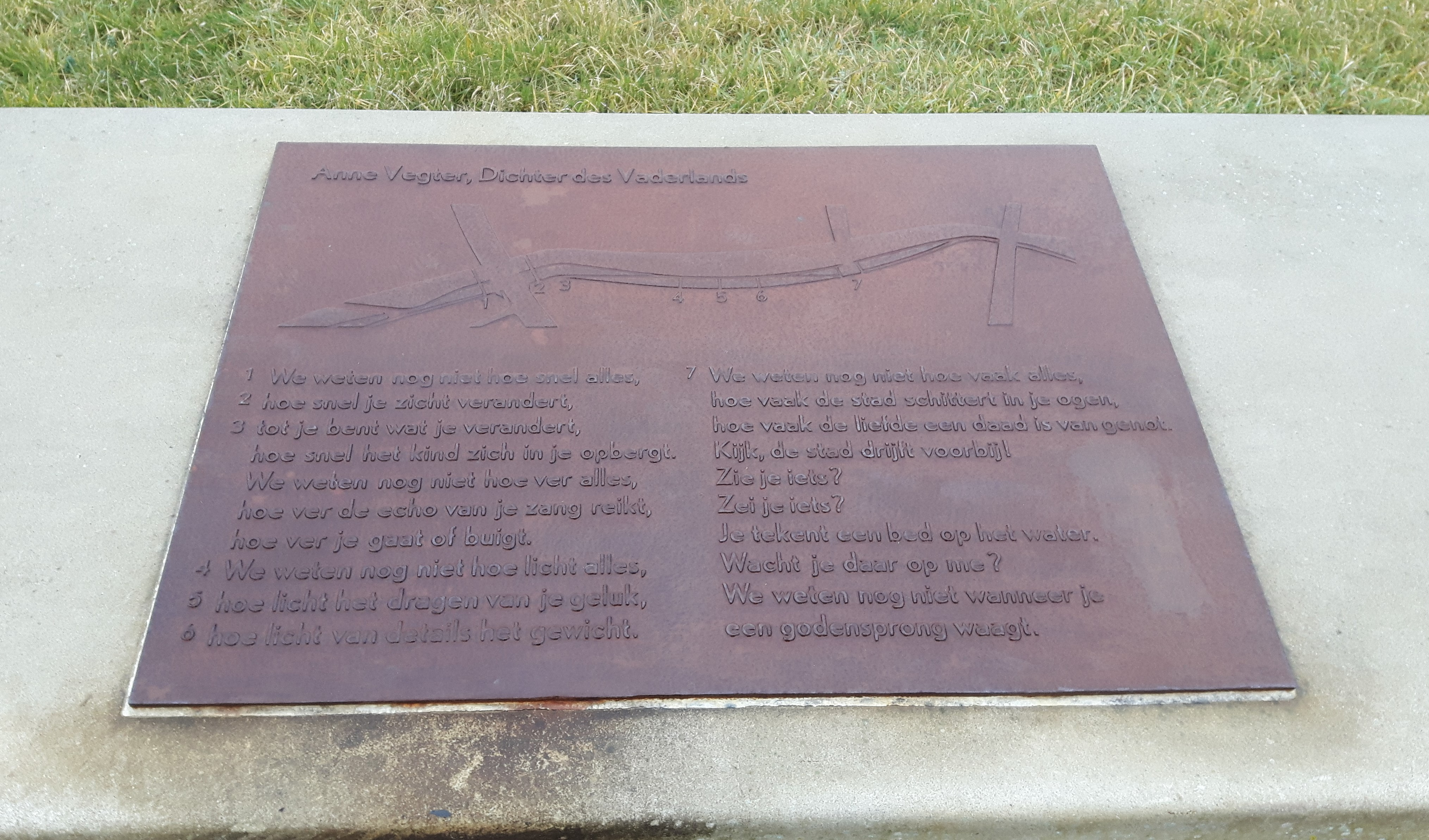
Gedicht 'Wij weten nog niet hoe' aan de Lentse Warande te Nijmegen. De tekst staat over de hele warande verspreid evenals hier op deze plaquette

Anne Vegter (Delfzijl, 31 december 1958) is een Nederlandse dichteres, proza-, toneel- en kinderboekenschrijfster.
Nadat ze een jaar in een psychiatrische inrichting had gewerkt en na uitstapjes naar kunstgeschiedenis en pedagogiek, ging ze naar de drama-opleiding van de toenmalige Akademie voor Expressie door woord en gebaar in Utrecht.
Schrijven en illustreren werden voor haar echter steeds belangrijker. Via het kindertijdschrift St. Kitts van de Bovenwindse kwam ze in contact met Geerten Ten Bosch. Dat resulteerde in 1989 in het kinderboek De dame en de neushoorn, waarvoor Anne Vegter de tekst schreef en Geerten Ten Bosch de illustraties verzorgde. Voor dit boek kregen ze in 1990 de Woutertje Pieterse Prijs.
In 1991 werd Vegters eerste gedichtenbundel Het veerde gepubliceerd. In hetzelfde jaar werd ze genomineerd voor de AKO-Literatuurprijs voor het kinderboek Verse Bekken! of Hoe Heel Kort zich in een kip vergiste, uit het wc-raam hing, het op een sluipen zette en andere avonturen van de rat.
Vanaf die tijd was haar naam gevestigd. Ze maakte deel uit van jury’s, werd docente aan de Schrijversvakschool in Amsterdam, kreeg een zaterdagse rubriek in De Volkskrant en leverde een wekelijkse bijdrage aan het VPRO-radioprogramma De Avonden. In 1994 debuteerde zij als prozaschrijfster met de verhalenbundel Ongekuiste versies en twee jaar later schreef ze haar eerste toneelstuk Het recht op fatsoen.
In 2004 ontving Vegter de Anna Blaman Prijs voor haar hele oeuvre en in 2005 was ze samen met Antoine Uitdehaag en Anna Enquist laureate van de Taalunie Toneelschrijfprijs, voor het stuk Struisvogels op de Coolsingel. In 2006 verscheen het boek Sprookjes van de planeet aarde met verhalen van Anne Vegter en illustraties van de zussen Geerten en Judith Ten Bosch. In januari 2012 won zij de Awater Poëzieprijs 2011 voor haar bundel Eiland berg gletsjer.
Van 2013 tot 2017 was Anne Vegter Dichter des Vaderlands. Zij was de eerste vrouw die dit ereambt van Ambassadeur voor de Vaderlandse poëzie voor haar rekening nam. In januari 2021 is ze voor een periode van twee jaar benoemd tot stadsdichter van Rotterdam.
Op 1 april 2015 werd zij benoemd tot lid van de Akademie van Kunsten. In 2019 volgde Anne Vegter als voorzitter Gijs Scholten van Aschat op, die het voorzitterschap twee jaar vervulde. In 2021 droeg Vegter het voorzitterschap over aan Liesbeth Bik.